# پراتو ۱۸۱۱۶
سیارک ۱۸۱۱۶ (به انگلیسی: 18116 Prato، نامگذاری:2000NY22) هجده هزار و صد و شانزدهمین سیارک کشف شده‌است که در ۵ ژوئیه ۲۰۰۰ کشف شد.
قدر مطلق سیارک برابر ۱۲.۳ است.